# TT20
| mn · n · T | w | D2 · Z1 | F23 · Z1 · f |

| mn · n · T | w | D2 · Z1 | F23 · Z1 · f |

TT20 (Theban Tomb 20) è la sigla che identifica una delle Tombe dei Nobili ubicate nell’area della cosiddetta Necropoli Tebana, sulla sponda occidentale del Nilo dinanzi alla città di Luxor, in Egitto. Destinata a sepolture di nobili e funzionari connessi alle case regnanti, specie del Nuovo Regno, l'area venne sfruttata, come necropoli, fin dall'Antico Regno e, successivamente, sino al periodo Saitico (con la XXVI dinastia) e Tolemaico.

## Titolare
TT20 Era la tomba di:
| Titolare         | Titolo                     | Necropoli       | Dinastia/Periodo                  | Note                                                                               |
| ---------------- | -------------------------- | --------------- | --------------------------------- | ---------------------------------------------------------------------------------- |
| Mentuherkhepshef | Sindaco di Qusiya (Abusir) | Dra Abu el-Naga | XVIII dinastia (Thutmosi III) (?) | ai piedi della collina settentrionale, a meno di 100 iarde (circa 90 m) dalla TT11 |

## Biografia
Unica notizia biografica ricavabile dalla TT20 è il nome della madre: Taysent

## La tomba
L'accesso alla TT20 è possibile da una corte, in cui si apre anche quello alla TT165. Un corridoio non ultimato (1 in planimetria), sulle cui pareti si trovano frammenti di testo, dà accesso a un'anticamera (2) con scene del defunto assiso. Segue una sala trasversale con disegni (non ultimati) del dio Bes (3). Un breve corridoio dà accesso a una camera perpendicolare alla precedente; su uno dei lati lunghi (4-5) scene della cerimonia funeraria con il trasporto del sarcofago e la messa a dimora di un albero di ulivo; sono rappresentati inoltre prigionieri nubiani. Frammenti di dipinto parietale rappresentanti uomini recanti unguenti provengono, forse, da uno dei lati corti della sala (6). Sull'altro lato lungo (7),  Mentuherkhepshef accompagnato da attendenti a caccia di capre selvatiche nel deserto; al termine del lato lungo (8) elenchi rituali di offerte. Il soffitto, pure dipinto, è ormai ridotto in condizioni di illeggibilità. la sala si conclude in una sala appena abbozzata che lascia supporre che i lavori di realizzazione della tomba si siano interrotti in occasione della morte del titolare.

### Annotazioni
1. ↑  La numerazione dei locali e delle pareti segue quella di Porter e Moss 1927, pp. 34-35 (in diversa colorazione le due tombe rappresentate).
2. ↑  La prima numerazione delle tombe, dalla numero 1 alla 253, risale al 1913 con l’edizione del "Topographical Catalogue of the Private Tombs of Thebes" di Alan Gardiner e Arthur Weigall. Le tombe erano numerate in ordine di scoperta e non geografico; ugualmente in ordine cronologico di scoperta sono le tombe dalla 253 in poi.
3. ↑  I campi della Duat, ovvero l'aldilà egizio, si trovavano, secondo le credenze, proprio sulla riva occidentale del grande fiume.
4. ↑  Nella sua epoca di utilizzo, l'area era nota come "Quella di fronte al suo Signore" (con riferimento alla riva orientale, dove si trovavano le strutture dei Palazzi di residenza dei re e i templi dei principali dei) o, più semplicemente, "Occidente di Tebe".
5. ↑  le Tombe dei Nobili, benché raggruppate in un'unica area, sono di fatto distribuite su più necropoli distinte.
6. ↑  Le note, sovente di inquadramento topografico della tomba, sono tratte dal "Topographical Catalogue" di Gardiner e Weigall, ed. 1913 e fanno perciò riferimento alla situazione dell'epoca.

### Fonti
1. 1 2  Porter e Moss 1927,  pp. 34-35.
2. ↑  Gardiner e Weigall 1913.
3. ↑  Donadoni 1999,  p. 115.
4. ↑  Porter e Moss 1927,  p. 34.